# Ritsuko Okazaki
Pour les articles homonymes, voir Okazaki (homonymie).
Ritsuko Okazaki (岡崎 律子, Okazaki Ritsuko, 29 décembre 1959 - 5 mai 2004) fut une auteur-compositeur-interprète japonaise, connue pour ses contributions à diverses séries d'anime, telle que Fruits Basket, ainsi que pour la bande-son et les chansons du jeu vidéo sur PC, « Symphonic Rain ». Elle participa également à un duo musical formé en 2002, Melocure (メロキュア, merokyua) avec la chanteuse Megumi Hinata (日向 めぐみ, Hinata Megumi).

## Biographie
Ritsuko Okazaki est née le 29 décembre 1959 à Takashima (actuellement, Nagasaki), district de Nishisonogi, au Japon.
Elle décéde le 5 mai 2004 à l'âge de 44 ans d'un choc septique. Sa mort inattendue fut annoncée au public via la liste de diffusion électronique de l'artiste (voir "Liens externes") puis officiellement, par voie de presse, dans le quotidien Yomiuri Shimbun, dans une nécrologie intitulée “アニメに響く天使の歌声”(La voix de l'ange qui résonne dans les anime) daté du 11 mai 2004.

## Discographie

### Singles
1. Kanashii Jiyuu (悲しい自由?) <03/03/1993>
2. Saiai (最愛?) <24/03/1994>
3. Choukyori Denwa (長距離電話?) <16/09/1994>
4. Regret ~Koibito nara~ (リグレット ～恋人なら～?)<25/04/1996>
5. A Happy Life <25/08/1996>
6. Rain or Shine～Futte mo Harete mo～ (Rain or Shine〜降っても晴れても〜?) <25/10/1997>
7. L'aquoiboniste ~Muzousa Shinshi~ (L'aquoiboniste ~無造作紳士~?) <08/12/1999>
8. For Fruits Basket (For フルーツバスケット?) <25/07/2001>
9. Morning Grace <23/10/2002>

## Participation musicale

### Parolière et Compositrice

#### Anime
- Mahō no princess Minky Momo
  - Yakusoku (約束?)
  - Bon Voyage!
- Aitenshi Densetsu Wedding Peach
  - Lucky&Happy
- Fruits Basket
  - For Fruits Basket (For フルーツバスケット?)
  - Chiisana Inori (小さな祈り?)
  - Serenade (セレナーデ?)
  - Sorairo (空色?)
  - Aisubeki Asu (愛すべき明日?)
- UFO Ultramaiden Valkyrie
  - Itoshii Kakera (愛しいかけら?)
  - Agape
  - Meguri Ai (めぐり逢い?)
  - ALL IN ALL
- Love Hina
  - Sakura Saku (サクラサク?)
  - Kimi sae Ireba (君さえいれば?)
  - Hajimari wa Koko kara (はじまりはここから?)
  - Haru da mono! (春だもの!?)
  - Friendship
  - Nante Suteki na (なんてステキな?)
  - Shukufuku (祝福?)
  - Itsu made mo♥Doko made mo (イツマデモ♥ドコマデモ?)
- Jyūbē-chan2 -Siberia Yagyū no Gyakushū-
  - Kokoro Harete Yo mo Akete (心晴れて 夜も明けて?)
- Sister Princess RePure
  - A Girl in Love

#### Jeux vidéo
- Symphonic Rain
  - Sora no Mukou ni (空の向こうに?)
  - I'm always close to you
  - Himitsu (秘密?)
  - Itsudemo Hohoemi wo (いつでも微笑みを?)
  - Ame no musique (雨のmusique?)
  - Melody (メロディー?)
  - Lycéenne (リセエンヌ?)
  - Hello!
  - fay
  - Namida ga Hoo wo nagaretemo (涙がほおを流れても?)

#### Seiyū
- Megumi Hayashibara
  - Sunao na Kimochi (素直な気持ち?)
  - Ame no Koinu (雨の小犬?)
  - Bon Voyage!
  - -Life-
  - Hanarete Itemo (はなれていても?)
  - Good Luck!
  - Hikkoshi (引っ越し?)
- Mayumi Iizuka
  - Shosyū (初秋?)
  - Kuchibue de Ru Ra Ra (口笛でル・ラ・ラ?)
  - Itsumo Kimi wo Mitsumeteru (いつも君をみつめてる?)
  - Hoshizora ni Oinori (星空にお祈り?)
  - Kouen Doori (公園通り?)
- Yamato Nadeshiko
  - Merry Merrily
- Megumi Ogata
  - Tada Ashita no Tame ni (ただ明日のために?)
  - Can you hear me?
- Yui Horie
  - Clover (クローバー?)
  - Egao no Rensa (笑顔の連鎖?)
  - Romantic Flight
  - Angel Koi wo Shita (Angel 恋をした?)
- Kikuko Inoue
  - Douzo Yoroshiku ne. (どうぞよろしくね。?)
  - Shall we step in the rain?
  - Haru (春?)
  - 1mm no Shinpai mo... (1mmの心配も…?)
  - Kimi no Uta (きみのうた?)

### Compositrice

#### Anime
- Mahō no princess Minky Momo
  - Daba Daba Fallin' Love (ダバダバ Fallin' Love?)
  - Oyasumi Baby (おやすみBaby?)
  - Yume wo Dakishimete (夢を抱きしめて?)
  - Suki yori Daisuki Minky Smile! (好きより大好きミンキースマイル！?)
  - Tengoku no Komori Uta (天国の子守唄?)
  - Eedaba Ondo (ええだば音頭?)
- Aitenshi Densetsu Wedding Peach
  - Yume Miru Aitenshi (夢見る愛天使?)
  - Anata no Tenshi ni Naritai (あなたの天使になりたい?)
- Dōkyūsei 2
  - Irozuku Koro ni... (色づく頃に…?)
  - Hikari no Ring (光のリング?)
- ONE ~Kagayaku Kisetsu e~
  - Eternity ~Kono Hajimari ni Owari wa Nai~ (Eternity ～この始まりに終わりはない～?)
  - Rose
  - Ame wa Sotto (雨はそっと?)
  - impurity
  - Kaze ga Mieru Hi (風が見える日?)
  - Mizu Iro no Kaori (水色のかおり?)
  - Konomama ga Iiyo (このままがいいよ?)
  - Hitomi no Naka no Mirai (瞳の中の未来?)
  - Hoshi no Manazashi (星のまなざし?)

#### Jeux vidéo
- 3×3 Eyes
  - Holy Eyes ~Kimi no Yume wa Boku no Yume~ (Holy Eyes ～君の夢はぼくの夢～?)

#### Chanteur
- BaBe
  - Sayonara no Scene (さよならのScene?)

#### Seiyū
- Manami Komori
  - Marin Marin Marin (マリン・マリン・マリン?)
  - Heart Beat
  - Kanashii Usagi (かなしいうさぎ?)
  - Sugao no Alice (素顔のアリス?)
  - Orion no Shita de Aimashou (オリオンの下で逢いましょう?)
  - Little Courage ~Uchi e Oide yo~ (Little Courage ～うちへおいでよ～?)
  - Sangatsu Hakusho (三月白書?)
  - Kimi ni Aete Boku wa Boku ni Naru (君に逢えてボクはボクになる?)
  - Presage
  - Aozora no Passage (青空のパッセージ?)
  - Sakura no Shita de (桜の下で?)
- Megumi Hayashibara
  - Ano Koro (あの頃?)
- Mayumi Iizuka
  - Gomen ne (ごめんね?)
- Kikuko Inoue
  - Mizuumi (みずうみ?)

### Parolière

#### Anime
- Koi Kaze
  - Koi Kaze (恋風?)

#### Seiyū
- Mayumi Iizuka
  - Baby Blue